# Voortrekker-emlékmű
A Voortrekker-emlékmű egy, a búr telepesekre emlékező hatalmas emlékhely Pretoria városban, Dél-afrikában.

## Elhelyezkedése
A Voortrekker-emlékmű Pretoriában, a hajdani Transvaal Köztársaság fővárosában, a mai Dél-afrikai Köztársaság területén van. A körülötte lévő rész környezetvédelmi terület. 

## Az emlékmű
Az emlékművet 1938-ban kezdték el építeni arra a 6000 bátor pionírra emlékezve, akik 1835-ben ökrös szekerekkel indultak el a szárazföld belseje felé (Great Trek). Az 1949-ben megnyitott emlékmű belsejében 27 panel ábrázolja a Voortrekkerek útját az anyaországból Dél-Afrikába 1835-1852 között. A falak nem csak azt mutatják, hogy zajlott történt a nagy vándorlás. A telepesek mindennapi életét is bemutatják. Betekintést adnak a telepesek vallási hiedelmeibe, munkamódszereikbe és háborúk világába is, kiemelve a Ncome-menti (Blood River-i) csatát, ahol a búr telepesek győzelmet arattak a többszörös túlerőben lévő zulu harcosokkal szemben. A belső falak márványból vannak. Az alsó szinten található egy sír, azonban nincs test benne. A síron a „Vir Jou Suid Africa” („Mi érted, Dél-Afrika”) felirat található. December 16-án minden évben az épület tetején levő kis lyukon át besüt a nap és megvilágítja a sírt.

## Galéria

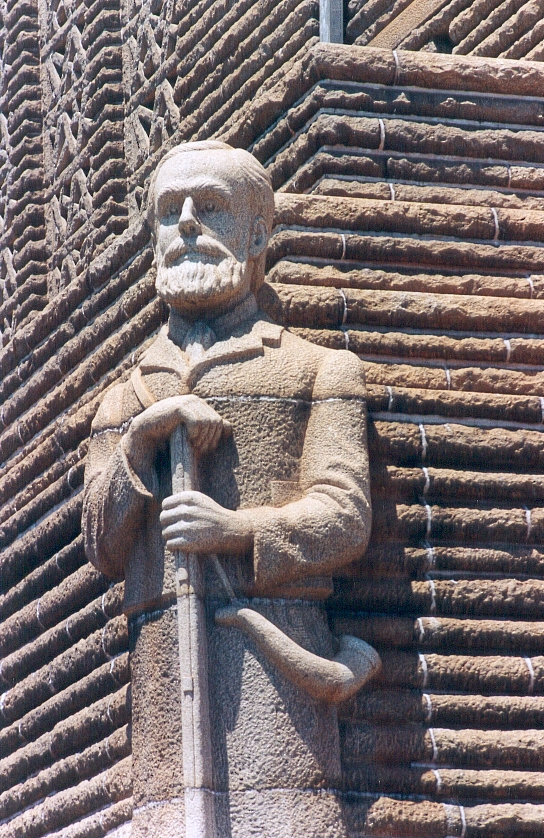
Az emlékmű egyik külső szobra (Piet Retief)
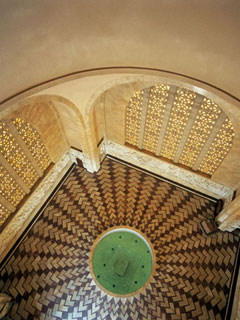
A Voortrekker-emlékmű belső része felül nézetben.